# Candelaria (Trujillo)
Pour les articles homonymes, voir Candelaria.
Candelaria est l'une des vingt municipalités de l'État de Trujillo au Venezuela. Son chef-lieu est Chejendé. En 2011, la population s'élève à 27 811 habitants.

## Géographie

### Subdivisions
La municipalité est divisée en sept paroisses civiles avec, chacune à sa tête, une capitale (entre parenthèses) :
- Arnoldo Gabaldón (Minas) ;
- Bolivia (Bolivia) ;
- Carrillo (Torococo) ;
- Cegarra (Mitón) ;
- Chejendé (Chejendé) ;
- Manuel Salvador Ulloa (Sabana Grande) ;
- San José (Las Llanadas).